# Marsch auf St. Pölten
Der Marsch auf St. Pölten war ein taktischer Zug Napoleons im Dritten Koalitionskrieg der Napoleonischen Kriege, bei dem am 8. und 9. November 1805 die sich zurückziehenden Truppen der österreichisch-russischen Koalition von den französischen Truppen im Großraum St. Pölten herausgefordert werden sollten.

## Vorgeschichte
Kap Finisterre – Wertingen – Günzburg – Haslach-Jungingen – Elchingen – Ulm – Trafalgar – Caldiero – Mehrbach – Lambach – Bodenbühl – Steyr – Amstetten – Mariazell – St. Pölten – Kap Ortegal – Dürnstein – Schöngrabern – Wischau (Vyškov) – Austerlitz – San Domingo
Die Marsch Richtung Wien fand unmittelbar nach der Kapitulation der österreichischen Truppen in Ulm statt, wo die Grande Armée den Österreichern unter Mack von Leiberich eine schwere Niederlage zufügte. Damit stand Napoleon der Weg nach Wien offen. Die französischen und bayerischen Truppen folgten den sich zurückziehenden österreichischen Verbänden unter Kienmayer, die sich bei Braunau mit russischen Truppen vereinigt hatten, in den österreichischen Donauraum und lieferten sich mehrere Nachhutgefechte. 

## Marsch
Angesichts des herannahenden Winters drängte Napoleon auf eine rasche Entscheidung. Er ging davon aus, dass sich die vereinigten österreichisch-russischen Truppen vor Wien abermals gegen ihn stellen würden und er mit dieser Entscheidungsschlacht den Fall des jungen Kaisertum Österreich erwirken könnte. Zugleich musste er fürchten, dass sich die gegnerischen Truppen mit weiteren, von Zar Alexander angeführten Truppen vereinen könnten. Die Hauptkraft der französischen Armee unter den Marschällen  Murat, Lannes und Soult stieß daher von Steyr über Melk nach St. Pölten vor, während Generalleutnant Friant über Lunz und Mariazell die rechte Flanke und  Marschall Mortier in Krems die linke Flanke decke sollte. Marschall Bernadotte marschierte über Waidhofen und Scheibbs auf St. Pölten zu. Der russische Marschall Kutusow nahm die Herausforderung aber nicht an und zog sich Richtung Norden über die Donau zurück, wo er in der Schlacht von Dürnstein auf Napoleons linke Flanke traf. Die Franzosen konnten St. Pölten am 8. November 1805 kampflos einnehmen und plünderten die Stadt.

## Auswirkungen
Die Entscheidung fiel damit erst am 2. Dezember 1805 in der Schlacht bei Austerlitz. Die Einnahme von Wien war aber bereits am 13. November unblutig verlaufen.